# Krapina (řeka)
Krapina je řeka v Chorvatsku. Je dlouhá 75 km a prochází Krapinsko-zagorskou a Záhřebskou župou. Částečně též tvoří hranici mezi Záhřebskou župou a městem Záhřeb. Vzniká soutokem potoků Krapinčica a Topličica v blízkosti vesnice Krapinica (součást opčiny Budinščina) a ústí do řeky Sávy. Ačkoliv se řeka jmenuje Krapina, stejnojmenným městem a střediskem Krapinsko-zagorské župy vůbec neprochází.

## Sídla ležící u břehu řeky
Krapinica, Gornji Kraljevec, Budinšćina, Donji Kraljevec, Jarek Habekov, Konjščina, Zlatar Bistrica, Bedekovčina, Špičkovina, Dubrava Zabočka, Hum Zabočki, Lug Zabočki, Zabok, Oroslavje, Mokrice, Veliko Trgovišće, Žejinci, Luka, Kupljenovo, Pojatno, Záhřeb, Ivanec Bistranski, Zaprešić

## Přítoky
Největšími přítoky Krapiny jsou řeky Krapinica a Kosteljina, dalšími přítoky jsou Batina, Bistra (2 potoky se stejným názvem), Bistrica, Črnec, Horvatska, Ivanjščak, Krapinčica, Lučelnica, Reka, Selnica, Topličica, Toplički potok a Velika rijeka.